# Drim
Drim (albansko Drin, Drini, makedonsko Дрим) je reka v Albaniji.
Drim je največja reka v Albaniji. Nastane z združitvijo Belega in Črnega Drima, ki se zlijeta pri mestu Kukës. Brez obeh pritokov je dolga 154 km. Na Skadarskem polju se razcepi na dva kraka, od katerih se eden južno od mesta Skader izliva v Bojano, drugi, večji, pa pri mestu Lezhë (Lješ) v Jadransko morje. Značilno za Drim je, da teče skozi globoke tesni, kjer so zgradili več akumulacijskih jezer za obratovanje hidroelektrarn. 